# Бобров, Евгений Григорьевич
Евге́ний Григо́рьевич Бобров (2 марта 1902 — 28 февраля 1983) — российский ботаник, специалист в области систематики, флористики, географии лесов, морфологии и эволюции хвойных растений; историк науки. Происходил из семьи железнодорожного чиновника, имеются неподтверждённые данные о потомственном дворянстве.
Доктор биологических наук, старший научный сотрудник Ботанического института имени В. Л. Комарова РАН.

## Краткая биография
В 1925 году окончил географический факультет Петроградского государственного университета. Принимал участие в ботанических экспедициях АН СССР в Среднюю Азию в 1920-х годах. Способствовал реорганизации Ботанического института имени В. Л. Комарова в 1930—1931 годах, в 1937—1938 и зимой 1941—1942 годов фактически им руководил. С весны 1942 года по весну 1944 (?) в эвакуации в районе Казани. Защитил докторскую диссертацию «Виды клеверов СССР».
Е. Г. Бобров был одним из подписавших в 1955 году «Письмо трёхсот» против методов и теорий Т. Д. Лысенко, насаждавшихся им в биологической науке в СССР.
Скончался в Ленинграде 28 февраля 1983 года от желудочного заболевания. Похоронен на Богословском кладбище.

## Научные труды
Автор ряда монографий, в том числе лучшей из написанных на русском языке биографий великого шведского натуралиста Карла Линнея.
- Бобров Е. Г. Карл Линней, его жизнь и труды. — М.—Л.: Изд. АН СССР, 1957.
- Бобров Е. Г. Карл Линней. 1707—1778. — Л.: Наука, 1970. — 285 с. — 7000 экз. (есть также прижизненные переводы с данного издания на эстонский и болгарский языки)
- Бобров Е. Г. Лесообразующие хвойные СССР. — Л.: Наука, 1978
- Бобров Е. Г. О работах Линнея и о Линнее, опубликованных в СССР // Ботанический журнал : журнал. — 1978. — Т. 63, № 12. — С. 1793—1801.

## Награды и премии
- орден Ленина
- орден Трудового Красного Знамени (10.06.1945)
- Премия имени В. Л. Комарова Академии Наук СССР

## Членство в научных обществах
Иностранный член Лондонского Линнеевского общества, иностранный член Болгарского ботанического общества. Один из активнейших членов Русского Ботанического Общества.

## Названы в честь Боброва
В 1998 году А. П. Хохряков назвал в честь Е. Г. Боброва род растений Бобровия (Bobrovia A.P.Khokhr.) семейства Бобовые (Leguminosae).

## Семья
С 1934 года был женат на потомственной почётной гражданке Людмиле Андреевне Куприяновой (1914—1987), впоследствии работавшей в Ботаническом институте, докторе биологических наук. Сыновья Андрей (род. 1936, кандидат биологических наук, работал в Ботаническом институте) и Александр (род. 1940, инженер-химик).